# Табал
Таба́л — историческая область, находившаяся в середине II — I тысячелетии до н. э. на востоке Малой Азии.

## История
Во II тысячелетии до н. э. была заселена племенами, использовавшими хеттское иероглифическое письмо. После гибели Хеттского царства (на рубеже XIII—XII вв. до н. э.) на территории Табала образовалось множество мелких неохеттских государств. Наиболее сильным из них оказалось Бар-Бурруташ, расположенное в горах Тавра на реке Сейхан. Оно подчинило себе большую часть других государственных образований и приняло название Табал.
В VIII—VII веках до н. э. Табал временами подчиняла Ассирия. В конце VII века до н. э. Табал являлся частью Киликийского царства. Во второй половине VI века до н. э. становится Киликийской сатрапией персидской державы Ахеменидов.
Ассирийские купцы вывозили из Табала коней и серебро, а купцы Тира — по библейским данным — медные сосуды и рабов.
Грузинский учёный И. Джавахишвили отождествлял Табал и библейский Фувал с упоминаемым в античных греческих источниках причерноморским народом тибаренов в качестве раннего картвельского этнонима.